# Mathieu Maertens
Mathieu Maertens (* 27. März 1995 in Löwen) ist ein belgischer Fußballspieler.

## Karriere
Mathieu Maertens erlernte das Fußballspielen beim belgischen Verein Sporting Keiem. Der offensive Mittelfeldspieler wechselte anschließend in die Jugendabteilung von Cercle Brügge.
Sein Debüt für die Profimannschaft Brügges gab er am 29. März 2014 in den Playoffs der Division 1A 2013/14 bei der 4:0-Auswärtsniederlage gegen KV Kortrijk. Zwischen 2014 und 2017 kam er für Brügge insgesamt zu 65 Ligaspielen und 6 Toren.
2017 unterschrieb Maertens einen Vertrag bei Oud-Heverlee Löwen. Am 5. August 2017 debütierte er am 1. Spieltag der Division 1B 2017/18 beim 2:2-Remis gegen Lierse SK. Zur Saison 2020/21 stieg er mit dem Verein in die Division 1A auf.